# Tentativas de colonização pela Polônia
Este artigo discute o envolvimento da Polônia na aquisição de territórios coloniais fora da Europa. Você também pode estar procurando por: mudanças territoriais da Polônia ou polonização.
A Polônia nunca teve territórios coloniais formais, mas ao longo de sua história a aquisição de tais territórios foi às vezes contemplada, embora nunca tenha sido tentada. O mais próximo que a Polônia chegou de adquirir tais territórios foi indiretamente através das ações do Ducado da Curlândia e Semigallia, um feudo da Comunidade Polaco-Lituana.

## Comunidade Polaco-Lituana
A nobreza polonesa estava interessada em colônias em meados do século XVI. Em um acordo contratual, assinado com o rei Henrique de Valois (ver também Henrician Articles), a szlachta conseguiu permissão para se estabelecer em alguns territórios ultramarinos do Reino da França, mas após a decisão de Valois de optar pela coroa da França e retornar ao seu país, a ideia foi abandonada.

### Ducado da Curlândia e Semigália
Com base na União de Vilnius (28 de novembro de 1561), Gotthard Kettler, o último mestre da Ordem da Livônia, criou o Ducado de Curlândia e Semigália no Báltico e tornou-se seu primeiro Duque. Era um estado vassalo do Grão-Ducado da Lituânia. Logo depois, pela União de Lublin (1 de julho de 1569), o Grão-Ducado tornou-se parte da Comunidade Polaco-Lituana.
Alguns territórios coloniais do Ducado de Courland e Semigallia foram adquiridos pelo terceiro neto de Duke e Gotthard, Jacob Kettler. Em sua juventude e durante seus estudos no exterior, ele foi inspirado pela riqueza sendo trazida de volta para vários países da Europa Ocidental de suas colônias. Como resultado, Kettler estabeleceu uma das maiores frotas mercantes da Europa, com seus principais portos em Windau (hoje Ventspils) e Libau (hoje Liepāja). A Comunidade nunca se preocupou com as aspirações coloniais do Ducado da Curlândia, embora em 1647 Kettler tenha se encontrado com o rei Władysław IV Waza, e sugeriu a criação de uma empresa de comércio conjunta, que estaria ativa na Índia. No entanto, o rei enfermo não estava interessado, e Kettler decidiu agir por conta própria.

#### Nova Curlândia

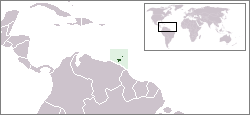
Trinidade e Tobago

A primeira colônia fundada por Jacob foi a Nova Curlândia (Neu-Kurland) na ilha caribenha de Tobago. No entanto, as três tentativas iniciais para estabelecer um acordo (em 1637, 1639 e 1642) falharam. A quarto foi fundada em 1654, mas eventualmente em 1659 foi adquirida por uma colônia holandesa concorrente, também fundada na ilha em 1654. Curlândia recuperou a ilha após o Tratado de Oliva de 1660, mas abandonou-a em 1666. Tentou restabelecer brevemente as colônias novamente em 1668 e em 1680 (sendo que a última tentativa durou até 1683). A tentativa final em 1686 durou até 1690.

#### Gâmbia

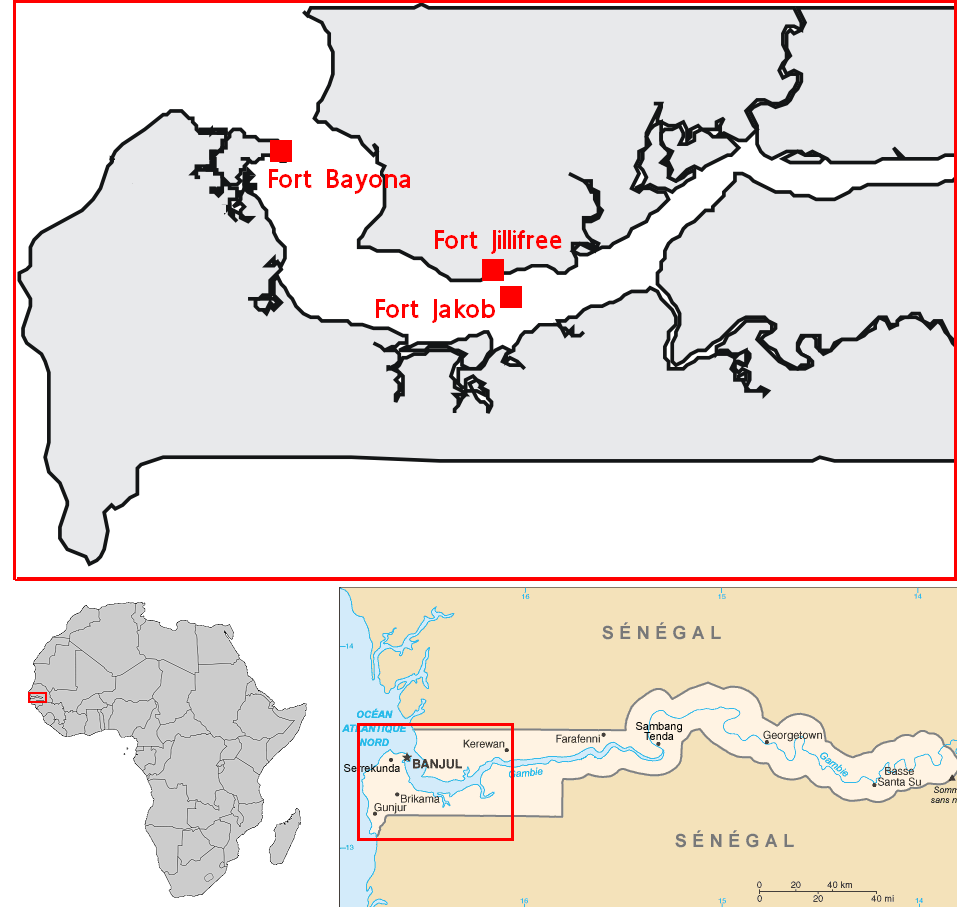
Assentamentos da Curlândia na África

Em 1651, a Curlândia comprou a Ilha James (então chamada de Ilha Saint Andrews pelos europeus) de uma tribo local, estabelecendo Fort James lá e renomeando a ilha. A Curlândia também levou outras terras locais, incluindo a Ilha de Saint Mary (moderna Banjul ) e no Forte Jillifree. A colônia exportou açúcar, tabaco, café, algodão, gengibre, índigo, rum, cacau, conchas de tartaruga, pássaros tropicais e suas penas. Os governadores tinham boas relações com os locais, mas estavam em conflito com outras potências europeias, principalmente a Dinamarca, a Suécia e a Inglaterra. A Inglaterra finalmente assumiu os territórios africanos da Curlândia em 1661.

### Toco
A tentativa final da Curlândia de estabelecer uma colônia envolveu o assentamento perto da moderna Toco em Trinidade, Pequenas Antilhas.

## Polônia particionada

### Expedição de Camarões
Em 1882, quase um século depois de a Polônia ter sido dividida e perdido sua independência, o nobre polonês e oficial da Frota Imperial Russa, Stefan Szolc-Rogoziński organizou uma expedição aos Camarões. Oficialmente, isso era uma expedição de exploração, mas não-oficialmente a expedição estava procurando por um lugar onde uma colônia polonesa pudesse ser fundada. Ele não tinha apoio oficial do Império Russo, nem de seu fantoche Congresso Polonês, mas foi apoiado por vários poloneses influentes, incluindo Boleslaw Prus e Henryk Sienkiewicz. Em 13 de dezembro de 1882, acompanhado por Leopold Janikowski e Klemens Tomczek, Rogoziński deixou o porto francês de Le Havre, a bordo do navio Lucja Malgorzata, com bandeiras francesas e polonesas. A expedição foi um fracasso e ele voltou para a Europa, tentando arrecadar mais dinheiro para seu projeto. Finalmente, após a segunda expedição, Rogoziński permaneceu em Paris, onde morreu em 1 de dezembro de 1896.
Enquanto isso, Camarões estava sendo tomado pela Alemanha e pela Grã-Bretanha. Em 1884, Rogoziński assinou um acordo com um representante britânico, que deveria proteger o seu assentamento, mas no ano seguinte, no Congresso de Berlim, a Grã-Bretanha cedeu suas posses dos Camarões à Alemanha (ver Kamerun).

## Segunda República Polonesa
A Polônia recuperou a independência após a Primeira Guerra Mundial. Embora a colonização nunca tenha sido o foco principal da Segunda República Polonesa, certas organizações como a Liga Marítima e Colonial apoiaram a ideia de criar colônias polonesas. A Liga Marítima e Colonial tem suas origens na organização Polska Bandera (Bandeira Polonesa) fundada em 1º de outubro de 1918. A Liga apoiou a compra de terras por emigrantes poloneses em lugares como o Brasil e a Libéria. A Liga tornou-se altamente influente na formulação das políticas do governo com respeito à Marinha Mercante Polonesa, apesar de sua longa e contínua campanha (publicações, exposições, discursos, lobby, etc.) e apoio público, nunca conseguiu seguir seus planos para obter um território colonial para a Polônia. Além disso, em 1926, a Sociedade Colonial (Towarzystwo Kolonizacyjne) foi fundada em Varsóvia. Sua tarefa era direcionar os emigrantes poloneses para a América do Sul, e a Sociedade logo se tornou ativa lá, principalmente no estado do Espírito Santo.
Alguns historiadores, como Tadeusz Piotrowski, caracterizaram as políticas governamentais de apoio à colonização polonesa entre guerras na atual Ucrânia e Bielorússia como colonização. Usando um arcabouço altamente teórico, um acadêmico argumenta que os projetos de assentamentos da Polônia, em particular o caso da Libéria, deveriam ser vistos como um retrabalho da ideologia do Novo Sul que considerava os africanos como pessoas que só podiam implementar trabalho duro como o cultivo da terra e assumir e posições políticas, atribuídas aos afro-americanos no Novo Sul. Tais projetos, segundo o argumento, levariam à priorização das vidas europeias sobre os africanos, com implicações econômicas e raciais. Em contraste, vários historiadores poloneses e poloneses-americanos atribuem menos motivações racistas às tentativas da Polônia na África e na América Latina. Eles apontam que as tentativas econômicas da Polônia de adquirir materiais tropicais indisponíveis na Europa continental foram infundidas com discurso colonial contraproducente ainda popular em toda a Europa na época. Os projetos poloneses, menos politicamente expansionistas do que parecem, cumpriram funções específicas na política externa polonesa não apenas em relação à questão da emigração judaica, mas também nas relações polonês-alemãs 
As seguintes regiões foram consideradas para a colonização polonesa durante o período entre guerras:
- Brasil (Paraná): a emigração polonesa para aquela região começou antes mesmo da Primeira Guerra Mundial, na década de 1930 aproximadamente 150.000 poloneses viviam no estado (18.3% dos habitantes locais). A ação de assentamento patrocinada pelo governo começou em 1933, depois que a Liga Marítima e Colonial, juntamente com outras organizações, comprou um total de 250.000 hectares de terra. O governo brasileiro, temendo que os poloneses planejassem anexar parte do Brasil, reagiu muito rapidamente, limitando as atividades das organizações polonesas. Como o governo em Varsóvia não queria intervir, o projeto terminou no final da década de 1930.[1] Veja também: Imigração polonesa no Brasil
- Peru (perto do rio Ucayali): começou oficialmente em 1927. Em janeiro de 1928, a expedição polonesa se dirigiu para a área do Ucayali, para verificar as possibilidades de criação de assentamentos para os agricultores em vários milhares de hectares de floresta tropical. Logo depois, os primeiros colonos chegaram ao Peru, mas por causa da Grande Depressão, o governo de Varsóvia deixou de financiar a ação. As doações privadas eram insuficientes, além disso, os primeiros colonos descobriram que a condição local era muito pior que a anunciada. Em 1933, o contrato com os peruanos foi encerrado e, para evitar o escândalo internacional, todos os colonos retornaram à Polônia.[12]
- Angola: Em 14 de dezembro de 1928, a Liga Marítima e Colonial enviou uma expedição a Angola, que era então uma colônia portuguesa. O plano era tentar trazer o maior número possível de imigrantes poloneses e depois tentar comprar algumas terras dos portugueses. No entanto, após cinco anos, um dos primeiros pioneiros em Angola, Michal Zamoyski, escreveu: "Pessoalmente, não convenceria ninguém a viver em Angola". As condições de vida eram difíceis, os lucros eram marginais e a ideia foi abandonada.[1]
- Libéria: os governos da Libéria e da Polônia tiveram boas relações por causa do apoio polonês à Libéria na Liga das Nações. No outono de 1932, a Liga das Nações elaborou um plano que projetava transformar a Libéria em um protetorado, governado por um dos membros da Liga. O plano foi o resultado de políticas internas da Libéria, onde a escravidão era generalizada. Como a Polônia não era considerada pelos liberianos como um país que tinha aspirações coloniais, no final de 1932 o enviado extra-oficial do governo liberiano, dr. Leo Sajous, foi a Varsóvia pedir ajuda. Em abril de 1933, foi assinado um acordo entre a Libéria e a Liga Marítima e Colonial. Os africanos concordaram em arrendar um mínimo de 60 hectares de terra aos agricultores polacos, por um período de 50 anos. As empresas polonesas receberam o status de nação mais favorecida, e foi permitido a Varsóvia fundar uma sociedade para explorar os recursos naturais da Libéria. O governo da Libéria convidou colonos da Polônia em 1934. No total, os liberianos concederam aos colonos poloneses 50 plantações, com área total de 3.305 hectares. Na segunda metade de 1934, seis agricultores polacos partiram para a Libéria: Gizycki, Szablowski, Brudzinski, Chmielewski, Januszewicz e Armin. O projeto não foi totalmente apoiado pelo governo polonês, mas sim pela Liga Marítima; apenas algumas dezenas de poloneses aceitaram essa oferta (por causa dos pedidos da Libéria de que os colonos deveriam trazer capital significativo) e seus empreendimentos provaram ser, na maior parte, não lucrativos. O original do acordo foi perdido, mas, segundo algumas fontes, havia um protocolo secreto que permitia à Polônia redigir 100.000 soldados africanos. O envolvimento polonês na Libéria foi duramente combatido pelos Estados Unidos da América, criador da nação da Libéria. Como resultado da pressão americana, em 1938, o Ministério das Relações Exteriores da Polônia fechou o escritório da Liga Marítima e Colonial em Monróvia.[1][10]
- Moçambique: os planos para a colonização de Moçambique estavam ligados a investimentos empresariais por parte de algumas empresas polacas perto do final da década de 1930 e nunca progrediram para além do investimento estrangeiro normal (aquisição de terras e minas agrícolas).
- Madagascar: outro plano para a aquisição da colônia francesa de Madagascar pelo governo polonês foi discutido em 1926, mas a ideia foi considerada inviável.[13] O plano foi revisitado na década de 1930, quando se propôs que os judeus poloneses, que eram vistos como dominando as profissões polonesas, fossem incentivados a emigrar. A certa altura, o ministro polonês das Relações Exteriores, Józef Beck, propôs abertamente que Madagascar seja usado como "lixão" para a população judaica "excedente" da Polônia.[14] O governo polonês propôs o conceito de emigração judaica para Madagascar para a Liga das Nações em 1936 e enviou uma delegação para avaliar a ilha em 1937.[14] A França, buscando fortalecer seus laços com a Polônia e desencorajar a cooperação polaco-alemã, participou do empreendimento,[14] que incluiu o oficial francês Marcel Moutet. Varsóvia enviou uma delegação especial a Madagascar, baixo o comando do exército polaco Mieczyslaw Lepecki. O plano é diferentemente descrito como tendo chegado a zero logo após a expedição de 1937 [15] ou como terminado pela invasão alemã da Polônia em setembro de 1939.[16]
- Tanganica e Camarões : Vários autores poloneses, sem o apoio do governo, manifestaram interesse nesta região, alegando que eles foram em parte descobertos por Stefan Szolc-Rogoziński e que a Europa devia uma dívida geral à Polônia pela Guerra Polaco-Soviética.[17]
- A Palestina também foi considerada como um destino para os judeus poloneses. O coronel Josef Beck, então ministro das Relações Exteriores, apoiou o conceito.